# Гаманчиця водяна
Гаманчиця водяна (Marsupella aquatica) — вид печіночників порядку юнгерманіальних (Jungermanniales).

## Поширення
Батьківщиною є Європа, Північна Америка, острови тихого океану.
Росте на постійно вологих, вільних від вапна каменях і скелях уздовж струмків.

## Характеристика
Стебла мають довжину від двох до десяти сантиметрів. Вони утворюють від зелених до чорно-зелених, блискучі килимки. Листки човноподібні, розпростерті, округлі, трохи ширші за довжину. На одній восьмій частині довжини листа вони розділені на дві загострені частки. У середині листка клітини пластинки мають розміри 25 × 40 мікрометрів, кути їх потовщені вузлами. Задній край листка вузько загорнутий. Кожна клітина містить від двох до трьох масляних тілець. Спорогони утворюються рідко.